# Desmiphora obliquelineata
Desmiphora obliquelineata är en skalbaggsart som beskrevs av Stefan von Breuning 1948. Desmiphora obliquelineata ingår i släktet Desmiphora och familjen långhorningar. Inga underarter finns listade i Catalogue of Life.